# Fritz Gallati
Fritz Gallati (* 24. März 1935 als Fridolin Johann Gallati in Lachen; † 25. Oktober 2020 in Liestal) war ein Schweizer Radrennfahrer.

## Sportliche Laufbahn
1954 begann Fritz Gallati mit dem Radrennsport, angeregt durch die internationalen Erfolge der Schweizer Radrennfahrer Hugo Koblet, Ferdy Kübler und Fritz Schär. Sein Vater verbot ihm, Radrennen zu fahren, und verlangte, dass Gallati zunächst seine Lehre als Sanitärinstallateur beende. Hinter dem Rücken des Vaters begann er dennoch, Juniorenrennen zu fahren, beendete jedoch gleichzeitig seine Berufsausbildung. Zur Arbeit fuhr er immer von seinem Wohnort im aargauischen Mumpf aus mit dem Rad nach Basel, eine Strecke von 40 Kilometern, was gleichzeitig als Training diente. Mit seinem Sieg beim Preis vom Zürichsee 1956 qualifizierte er sich für die damalige schweizerische A-Klasse der Amateure.
1956 wurde Fritz Gallati für die Schweizer Nationalmannschaft der Amateure nominiert; 1958 wurde er Schweizer Vize-Meister im Strassenrennen der Amateure sowie Zweiter der Stausee-Rundfahrt Klingnau und gewann die renommierte Kaistenberg-Rundfahrt. Er nahm erstmals an der UCI-Strassenweltmeisterschaft teil, hatte dort viel Pech und wurde nach mehreren Defekten 69. Nachdem er noch einige Rennen als Amateur bestritten hatte, trat er im Frühjahr 1959 zu den Profis über und errang bei den Schweizer Strassenmeisterschaften Platz drei. Sein erster Start bei den Weltmeisterschaften der Berufsfahrer führte ihn auf Platz 44. Er startete bei den grossen Rundfahrten und Klassikern, seine beste Platzierung war der 15. Platz 1961 bei Mailand–Sanremo. 1960 entschied er sich, als Steher zu starten, und wurde auf Anhieb Zweiter der nationalen Meisterschaft. 1961 errang Gallati den Schweizer Meistertitel der Steher, 1962 und 1965 konnte er diesen Erfolg wiederholen. 1961 fuhr er die Tour de France in der kombinierten Mannschaft Schweiz/Luxemburg. Er fuhr die Tour bis Paris zu Ende und wurde 63.
Besonderes Aufsehen erregte ein Vorfall um Gallati bei den UCI-Bahn-Weltmeisterschaften 1961 vor heimischem Publikum in Zürich: Während des Steher-Rennens erlitt er einen Zusammenbruch und musste notfallmässig im Spital behandelt werden. Grund waren die Spritzen mit Amphetamin, die ihm die Betreuer vor dem Rennen injiziert hatten.
Nach Abklärung der Umstände wurde Gallati von allen Doping-Vorwürfen freigesprochen, ein zuerst verhängter Lizenzentzug wurde aufgehoben. Schuld war das Pflegerumfeld, das ihn im Unklaren liess, was ihm in welcher Dosis gespritzt wurde, einem Betreuer wurde lebenslang die Lizenz entzogen. Später erfuhr er, dass Radsportfunktionäre diesem Pfleger eine für damals horrende fünfstellige Summe angeboten hatten, falls die Schweiz einen Steherweltmeister auf der eigenen Bahn erhalten sollte.
1965 beendete Fritz Gallati seine Radsport-Karriere.

## Berufliches
Nach seinem Karriereende arbeitete er bis zu seiner Pensionierung in seinem gelernten Beruf. In seiner Freizeit trat er als Clown «Balloni» auf.